# Wagneria ocellaris
Wagneria ocellaris là một loài ruồi trong họ Tachinidae.